# Ophiogobius
Ophiogobius  é um género de peixe da família Gobiidae e da ordem Perciformes.

## Espécies
- Ophiogobius jenynsi (Hoese, 1976)[3]
- Ophiogobius ophicephalus (Jenyns, 1842)[4][5][6][7][8][9][10]